# US Torinese
Unione Sportiva Torinese – włoski klub piłkarski z siedzibą w Turynie.

## Historia
US Torinese został założony na początku XX wieku w Turynie. W 1919 roku, wraz z wznowieniem działalności sportowej po przerwie spowodowanej I wojną światową, US Torinese został przyjęty do Campionato di Prima Categoria, najwyższej klasy rozgrywkowej, i był umieszczony w grupie B Piemontese (sześć zespołów). Z trzema zwycięstwami i dwoma remisami w dziesięciu rozegranych meczach zajął czwarte miejsce za US Alessandria Calcio 1912, Casale Calcio i Novara Calcio, ale nie zakwalifikował się do półfinału.
Następny sezon 1920/21 był niezapomniany dla zespołu z Turynu. W grupie Piemontese A zajął trzecie miejsce przed Juventusem i awansował do play-off. W dwumeczu 0:0 i 2:0 zwyciężył Casale Calcio, który zajął trzecie miejsce w drugiej grupie Piemont i zakwalifikował się do turnieju półfinałowego. W grupie D składającej się z 4 zespołów zajął 2 miejsce, z 1 punkt straty przed przyszłym mistrzem Włoch Pro Vercelli.
W sezonie 1921/22 zostały rozegrane dwa różne mistrzostwa Włoch, zorganizowane przez Włoską Konfederację Piłkarską (CCI) (dla 24 zespołów) oraz przez FIGC. US Torinese pozostał wierny FIGC, ale mimo słabych przeciwników w grupie Piemont przyszedł tylko drugi za zaskakującym Novese (który, mimo że niedawno awansował w tym sezonie zdobył tytuł mistrzowski).
To miejsce, które zajął w poprzednim sezonie, nie pozwolił US Torinese pozostać w pierwszej lidze w następnym sezonie. Rozczarowujące 10. miejsce (z 12 drużyn) w grupie A Lega Nord Prima Divisione 1922/23, doprowadziło jednak do zdegradowania do drugiej ligi.
W sezonie 1923/24 klub został umieszczony w grupie A drugiej ligi, ale wycofał się przed turniejem. Później klub nie brał udziału w żadnych rozgrywkach w jakiejkolwiek lidze.

## Sukcesy

### Trofea międzynarodowe
Nie uczestniczył w rozgrywkach europejskich (stan na 31-05-2014).

### Trofea krajowe
| \| \| Zdobyte trofea w rozgrywkach Włoch (stan na: 1-01-2014) \| |                                                         |      |                              |
| Rozgrywki                                                        | Osiągnięcie                                             | Razy | Sezon(y)                     |
| · Mistrzostwo                                                    | I miejsce                                               | 0    |                              |
| · Mistrzostwo                                                    | II miejsce                                              | 0    |                              |
| · Mistrzostwo                                                    | III miejsce                                             | 0    |                              |
| · Mistrzostwo                                                    | 2 miejsce                                               | 1    | 1920/21 (półfinał - grupa D) |
| · Puchar                                                         | zdobywca                                                | 0    |                              |
| · Puchar                                                         | finalista                                               | 0    |                              |
| II liga                                                          | I miejsce                                               | 0    |                              |
| II liga                                                          | II miejsce                                              | 0    |                              |
| II liga                                                          | III miejsce                                             | 0    |                              |
| Włochy                                                           | Zdobyte trofea w rozgrywkach Włoch (stan na: 1-01-2014) |      |                              |